# Kung Pow! Enter the Fist
Kung Pow! Enter the Fist  (en  España: Kung Pow: A puñetazo limpio) es una película estadounidense de artes marciales de 2002 que parodia el cine de acción de Hong Kong. Escrito, dirigido y protagonizado por Steve Oedekerk, utiliza escenas de la película de Hong Kong de 1976 Tiger and Crane Fist (también llamada Savage Killers), junto con nuevas escenas filmadas por Oedekerk, para crear una trama original.

## Trama
Un hombre, llamado el Elegido por el narrador, va de pueblo en pueblo para buscar a la persona que mató a su familia y trató de matarlo cuando era un bebé. En un pueblo, conoce al Maestro Tang, un shifu muy enfermo y de poca paciencia, y le pide a Tang que lo ayude a mejorar sus ya sorprendentes habilidades de artes marciales. El Maestro Tang no le cree al comienzo, pero luego de ver la marca del Elegido (su lengua con cara, a quien llama Tonguey), le permite entrenar en su dojo. El Elegido conoce a otros dos estudiantes: Wimp Lo, un estudiante que a propósito fue entrenado mal como broma, y Ling, que tiene sentimientos por él.
Mientras entrena, el Elegido posee habilidades caricaturescas, y Wimp Lo lo reta por celos. Luego de saber que el Maestro Pain, quien mató a su familia, está en el pueblo, el Elegido se prepara para retarlo. El Maestro Pain llama a una multitud y demuestra sus habilidades. Permite que sus guardaespaldas le peguen varias veces, y luego los vence en un solo movimiento. Impresionado por las habilidades del Maestro Pain, el alcalde lo contrata, y el maestro sin ningún motivo en particular cambia su nombre a Betty. El Elegido trata de entrenar haciendo que varios le peguen a la vez, pero es tumbado luego de esto. Al despertar, una misteriosa mujer de un solo seno llamada Whoa aparece y le dice que no se apure en derrotar a Betty. Luego de coquetear con el Elegido, Whoa vuela a la noche.
Ignorando el consejo, el Elegido va a buscar a Betty. Se encuentra primero con uno de los luchadores de Betty: Moo Nieu, una vaca Holstein experta en karate, con una gran ubre que puede expulsar leche como arma. Luchan en una escena parodiando a The Matrix, y el Elegido eventualmente la vence al ordeñarla hasta que su ubre queda vacía. Ve Betty en una cascada y lo confronta. El Maestro Doe, el padre de Ling, aparece y trata de detener al Elegido, y herido por Betty. El Elegido lleva al Maestro Doe al Maestro Tang; resulta que son viejos amigos. Sin embargo, mientras Tang masajea la herida del maestro Doe, no permite que sane y Doe muere esa noche. Por la depresión, Ling confiesa sus sentimientos por el Elegido.
Confundido, el Elegido sale a la noche y le pide a los cielos una respuesta. De la nada, Mu-Shu Fasa, un gran león, aparece en el cielo y da aviso en una escena parodiando una porción de El Rey León. El regresa al pueblo y encuentra que la hostilidad de Betty se ha expandido a todo el pueblo, y están matando a todos quienes sean sus aliados. Encuentra a Wimp Lo, Ling, el Maestro Tang e inclusive su perro gravemente heridos. Todos sin embargo, excepto Lo, sobreviven. Luego de llevar a Ling y a su perro a un lugar a salvo, el Elegido comienza a entrar solo. Creyendo que los puntos débiles de Betty son las pirámides pegadas a su pecho, el Elegido hace muñecos de madera, con pirámides pegadas a sus pechos y trata de sacarlas con sus manos. Estas terminan heridas y el termina muy cansado, pero luego de que Ling le trata sus heridas y le da un discurso conmovedor, él se siente rejuvenecido y exitosamente logra el ataque.
Mientras tanto, Betty es llamado por el misterioso Consejo Malvado quien le avisan que el Elegido sigue vivo. El Elegido lo confronta a Betty en el templo. Ellos pelean equilibradamente, hasta que el Consejo aparece: son alienígenas franceses, quienes le dan a Betty superpoderes. Betty le da un golpe al Elegido, quien, en un estado casi inconsciente, tiene visiones de Whoa y Mu-Shu Fasa dándole consejos. Mu-Shu le dice que abra su boca. Al hacerlo, Tonguey se estira y ataca la nave madre, haciendo que el Consejo Malvado se retire, dejando a Betty vulnerable. El Elegido le quita las pirámides del pecho de Betty, matándolo. El Elegido regresa a casa con Ling, pero sus problemas están lejos de acabar, dado que el tráiler para una secuela ficticia, Kung Pow 2: Tongue of Fury, aparece luego de la escena final.
En una escena luego de los créditos, el Maestro Tang pide ayuda, pues sigue herido y un águila comienza a comer su pierna.

## Reparto
- Steve Oedekerk– El Elegido
  - Alejandro Olazabal – El Elegido como bebé
- Tonguey
- Hui Lou Chen– Maestro Tang
- Fei Lung – Maestro Pain (Betty)
  - Leo Lee – Maestro Pain de joven
- Ling Ling Tse– Ling
- Lin Yan– Ling muriendo
- Lau-Kar Wing– Wimp Lo
- Banjo – Perro
- Jennifer Tung– Whoa
- Chi Ma– Maestro Doe
- Tad Horino– Masticar Labio Gordo
- Nasty Nes– Boombox Henchman
- Ming Lo– Padre
- Peggy Lu– Madre
- Tori Tran– Mujer Villana
- Simon Rhee– Guardaespalda del Maestro Pain de joven
- Moo Niu
- Mu-Shu-Fasa (Una parodia de Mufasa del Rey de León) – Él mismo

### Personajes con nuevas voces
En muchas escenas, Jimmy Wang Yu, el actor principal de Tiger and Crane Fist, fue reemplazado por Oedekerk con técnicas de chroma. Oedekerk también reemplazó todas las voces del reparto original, inventando una voz tonta diferente para cada personaje. La única excepción es el personaje de "Whoa" quién tuvo la voz de su actriz, Jennifer Tung. Durante la filmación de sus escenas, Oedekerk y Tung hablaron líneas sin sentido, las cuales fueron grabadas encima con las líneas correctas del guion, para mantener el aspecto de la mala traducción con el resto de la película.

## Características especiales del DVD
- Escenas eliminadas
- Comentario de directores
- Alternar pistas de audio, incluyendo "Qué Realmente Están Diciendo", el cual incluye el chino original y el discurso que Oedekerk utiliza para parodiar el doblaje malo en películas viejas de kung-fu. Otra elección de audio notable es 'Book On Tape' donde todas las líneas son leídas por un narrador británico tranquilo.
- Final alternativo que contiene a Betty en un speedo cantando el tema de Kung Pow.
- Cómo se realizó la película
- Tributo a Tongey

## Recepción
Kung Pow! Enter the Fist no tuvo una gran acogida por parte de la crítica. Recibió un valor de 11%, 'podrido' en Rotten Tomatoes, así como una puntuación mediana 14 de 100 en Metacritic. 
Pese a ello, la película ha adquirido un culto muy fuerte, que sigue suscitando una reacción muy positiva en espectadores debido a su creatividad, estilo humorístico, ingenio y su burla de películas mal traducidas de kung-fu de Hong Kong, las cuales en sí tienen su propio culto. 
Su valoración por los usuarios de Metacritic tiene una puntuación media de 8.8 sobre 10. 
Kung Pow! Enter the Fist fue un éxito financiero moderado, ganando un total de $16,994,625 en todo el mundo, con un presupuesto de $10,000,000.